# 緣光鰓魚
緣光鰓魚（學名：Chromis limbata），又稱緣光鰓雀鯛，是輻鰭魚綱鱸形目雀鯛科光鰓魚屬的其中一種，分布於東大西洋亞速群島、馬德拉群島、加那利群島海域，另外塞內加爾至剛果的諾亞港也有發現紀錄，深度5至45公尺，本魚體呈卵圓形且側扁，體色為灰棕色，背鰭、臀鰭和尾鰭遠端邊緣顏色較深，近端部分為白色。繁殖期時，雄魚會呈現略帶紫色的色調作為求偶顏色，顎骨上有三排小犬齒，背鰭硬棘14枚、背鰭軟條11-12枚、臀鰭硬棘2枚、臀鰭軟條10-12枚，體長可達12公分，棲息在岩礁或海草床，以浮游生物為食，繁殖期時成對出現，雄魚會守護卵直到孵化，生活習性不明。